# Cemitério dos Ingleses (Rio de Janeiro)
A capela do cemitério, em meio a alguns jazigos.
O British Burial Ground, mais conhecido como Cemitério dos Ingleses, é uma necrópole particular, de orientação originalmente protestante, localizada no bairro da Gamboa, na cidade do Rio de Janeiro. Fundado em 1811, é o cemitério a céu aberto mais antigo do Brasil ainda em atividade.

## História

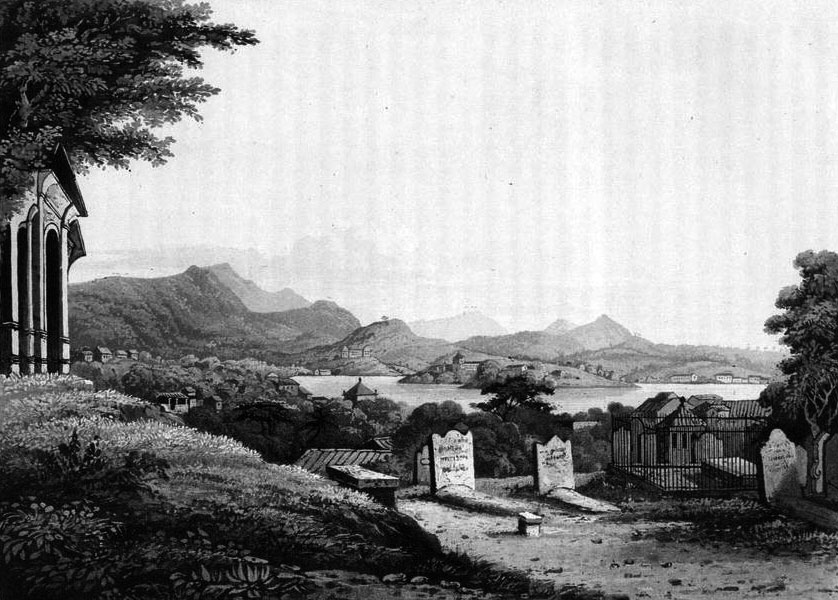
Pintura por Maria Graham (Maria Callcott) em 1823.

Com a chegada da Família Real Portuguesa ao Brasil e logo após a promulgação do Decreto de Abertura dos Portos às Nações Amigas, em 1808, houve um grande afluxo de cidadãos britânicos ao País, em especial ao Rio de Janeiro, na época a capital colonial elevada à condição de corte. Estes britânicos eram, em sua maioria, anglicanos e protestantes, portanto impedidos de serem sepultados no interior e no adro de igrejas católicas, como era habitual.
Pensando nisso, a representação britânica no Brasil solicitou ao Príncipe Regente Dom João, em 1810, como parte do Tratado de Amizade e Comércio Portugal-Inglaterra, o estabelecimento de um cemitério e de um templo anglicano na cidade. Naquele mesmo ano, Lord Strangfort adquiriu as terras pertencentes à antiga chácara de Simão Martins de Castro, chamada "Forno do Cal". As terras se localizavam em uma encosta do Morro da Gamboa, à beira-mar, em um local então considerado distante da cidade. A propriedade do terreno de 4 mil m² só foi cedida ao uso funerário dois anos depois, com seu primeiro enterramento registrado em 15 de janeiro de 1811. Inicialmente, o cemitério possuía um atracadouro próprio, situado no então "Saco da Gamboa", para o desembarque dos oficiais e marinheiros ingleses que morriam nas longas travessias do Atlântico.
Em pouco tempo se tornou um local bucólico, atraindo proprietários para as terras vizinhas, que transformaram as imediações em uma área valorizada. Debruçado sobre a baía de Guanabara, o cemitério serviu de cenário para vários artistas, que retrataram e descreveram suas belas paisagens. Maria Graham, viajante e escritora inglesa, assim descreveu em seu diário o local, em 29 de setembro de 1823:
Fui hoje, a cavalo, ao cemitério protestante, na Praia da Gamboa, que julgo um dos lugares mais deliciosos que jamais contemplei, dominando lindo panorama em todas as direções. Inclina-se gradualmente para a estrada ao longo da praia; no ponto mais alto, há um belo edifício constituído por três peças: uma serve de lugar de reunião ou às vezes de espera para o pastor; uma de depósito para a decoração fúnebre do túmulo e o maior, que fica entre os dois, é geralmente ocupado pelo corpo durante as poucas horas (pode ser um dia e uma noite) que, neste clima, podem decorrer entre a morte e o enterro; em frente deste edifício ficam as várias pedras e urnas e os vãos monumentos que nós erguemos para relevar nossa própria tristeza; entre estes e a estrada, algumas árvores magníficas. Três lados deste campo são cercados por pedras ou grades de madeira. Na minha doença, muitas
vezes entristecia-me por não conhecer este cemitério. Estou agora satisfeita e, se a fraqueza que ainda me resta, atirar-me aqui, os muito poucos que
vierem ver onde jaz a amiga não sentirão o aborrecimento da prisão.
A partir do Século XX, com o aterramento para a construção do Porto do Rio de Janeiro, a região perdeu a vista para o mar e o bucolismo que a caracterizava. Ao longo dos anos, toda Zona Portuária sofreu com a decadência, a industrialização e a favelização das imediações, tornando o acesso ao cemitério pouco seguro.
O cemitério foi tombado pelo Governo Estadual, e atualmente é administrado pela representação diplomática britânica, sob a fiscalização da Prefeitura Municipal do Rio de Janeiro. São permitidos os sepultamentos de falecidos de quaisquer nacionalidades e religiões.

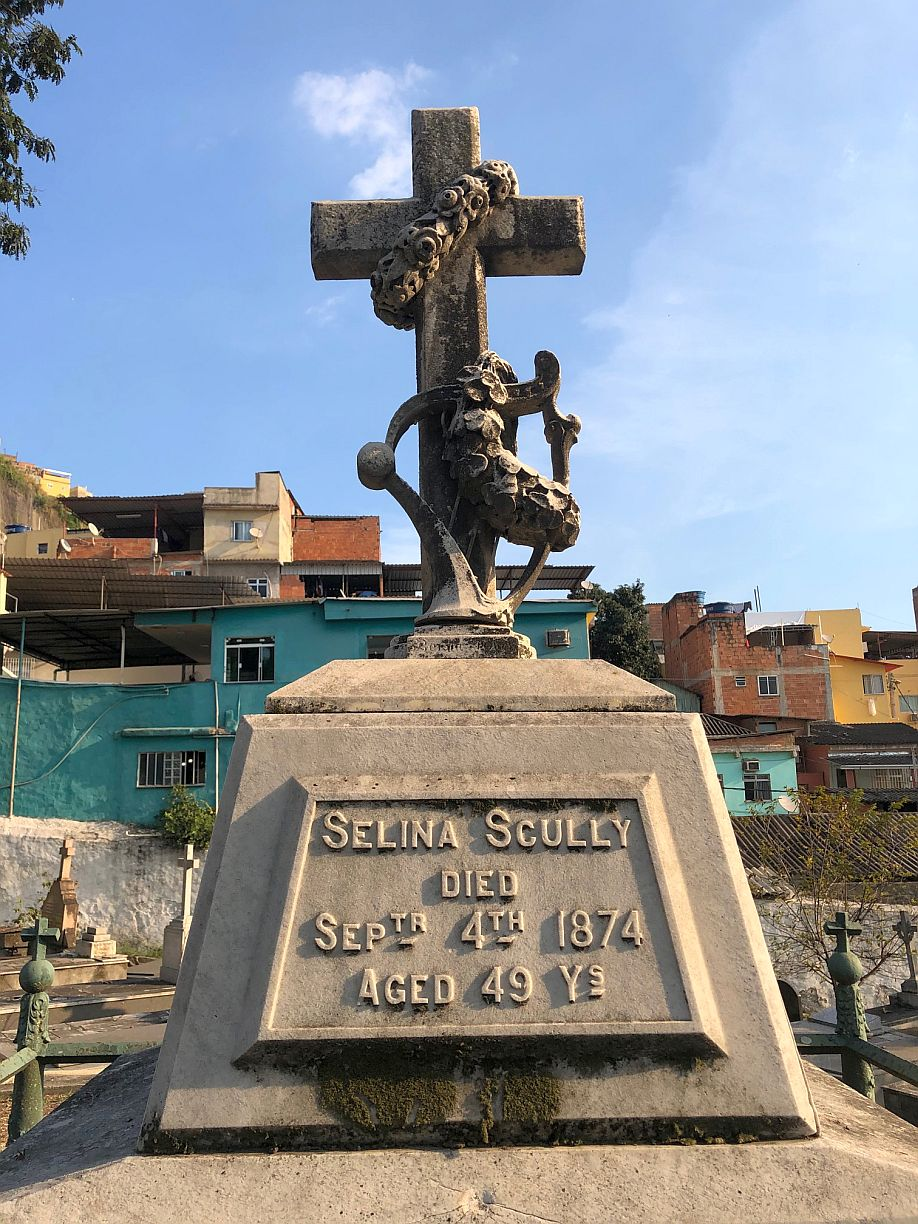
Túmulo de Selina Scully (1874). Tua memória perdura.